# Palazzo del Circolo dell’Unione
A Palazzo del Circolo dell’Unione (korábban Palazzo della Commenda di Castiglione; Via Tornabuoni 7.) egy firenzei palota.

## Története
A mai palazzo helyén korábban a degli Ughi, majd a dei Monaldi, a Strozzi és a Sassetti családok háza állt. 1559-ben vásárolta fel a telket Simeone di Jacopo Corsi, aki Giorgio Vasarival építtetett családja számára egy új palotát. 1780-ban a palota a de Castiglione család birtokába került, ekkor kapta a Commenda di Castiglione nevet. 1790-ben a Gherardi-Uguccioni család szerezte meg. Ők rendelték el a késő reneszánsz stílusú palota felújítását. A munkálatokkal Giulio Mannaionit bízták meg. Ebben az időben alakították ki a termek belső dekorációit. A freskók elkészítésében közreműködtek Tommaso Gherardini, Agostino Fortini, Luigi Lorenzi, Pietro della Nave, Giuseppe Nobili valamint Domenico Fabbroni. A Circolo dell’Unione (Egyesülés köre) egy baráti társaság volt, melyet Anatolio Demidoff herceg vezetett a 19. század második felében. Az egyesület székhelye 1853-ban került át ebbe a palotába innen származik mai neve is, ugyanis jelenleg is ők birtokolják.